# بول تيرني
بول تيرني (بالإنجليزية: Paul Tierney)‏ (مواليد 25 ديسمبر 1980) هو حكم كرة قدم إنجليزي، يتولى مهامه بشكل أساسي في الدوري الإنجليزي الممتاز حيث تم ترقيته إلى مجموعة مختارة من الحكام في عام 2016. حكّم أول مباراة له في الدوري الإنجليزي الممتاز في 30 أغسطس 2014.